# Deporte en la provincia de León

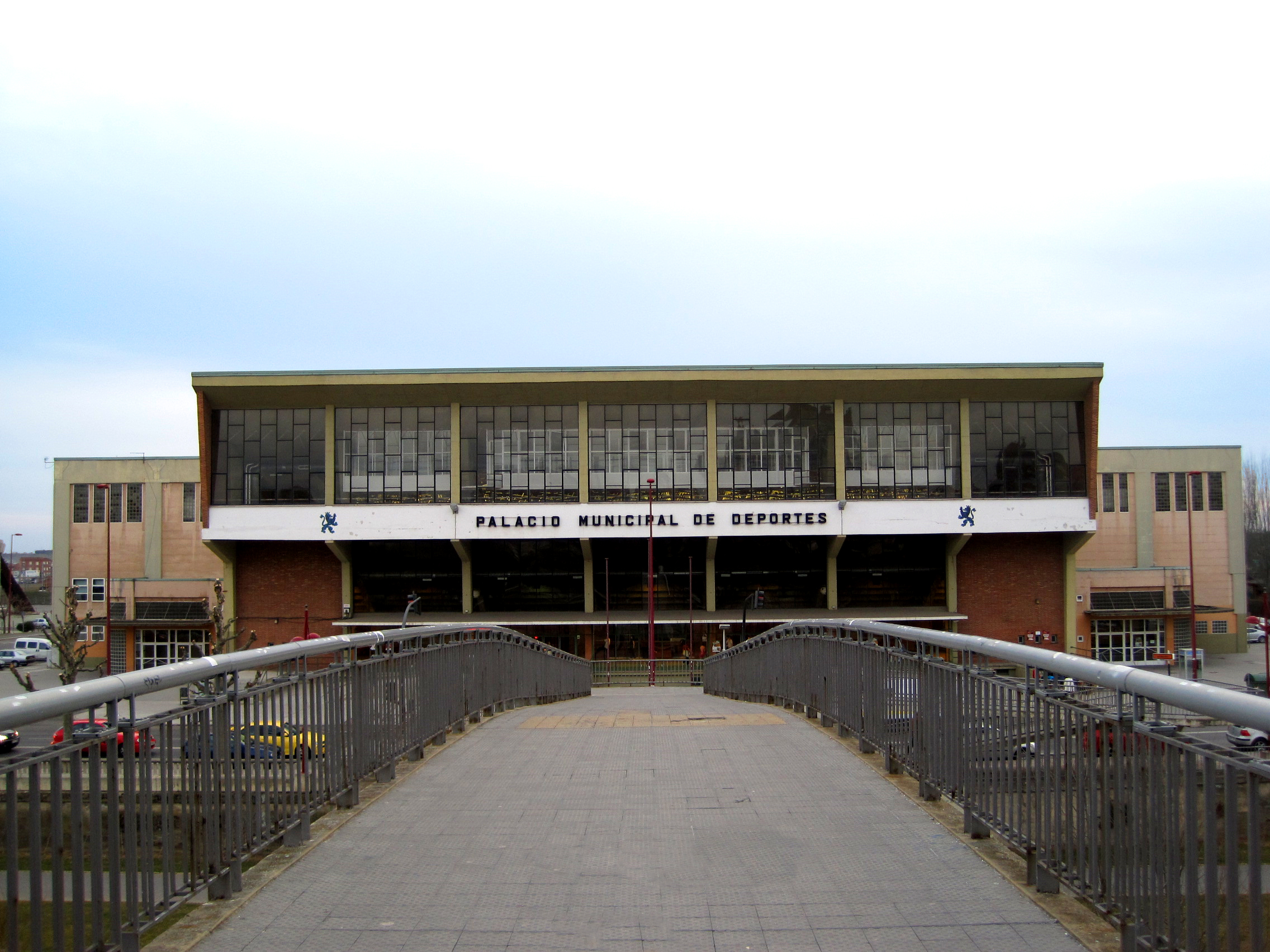
Vista frontal del Palacio de los Deportes de León.

## Instalaciones deportivas
Entre las distintas instalaciones deportivas existentes en la provincia destacan, por su tamaño, las situadas en la capital, como el Estadio Municipal Reino de León, el Estadio Hispánico o el Palacio de los Deportes, y en Ponferrada, con el estadio El Toralín. A ellos hay que añadirles numerosos espacios como polideportivos, campos de deporte o frontones presentes en localidades de toda la provincia. Perteneciente al Consejo Superior de Deportes, en agosto de 2010 se inauguró en León el Centro Especializado de Alto Rendimiento,  dedicado al atletismo y especializado en lanzamientos.

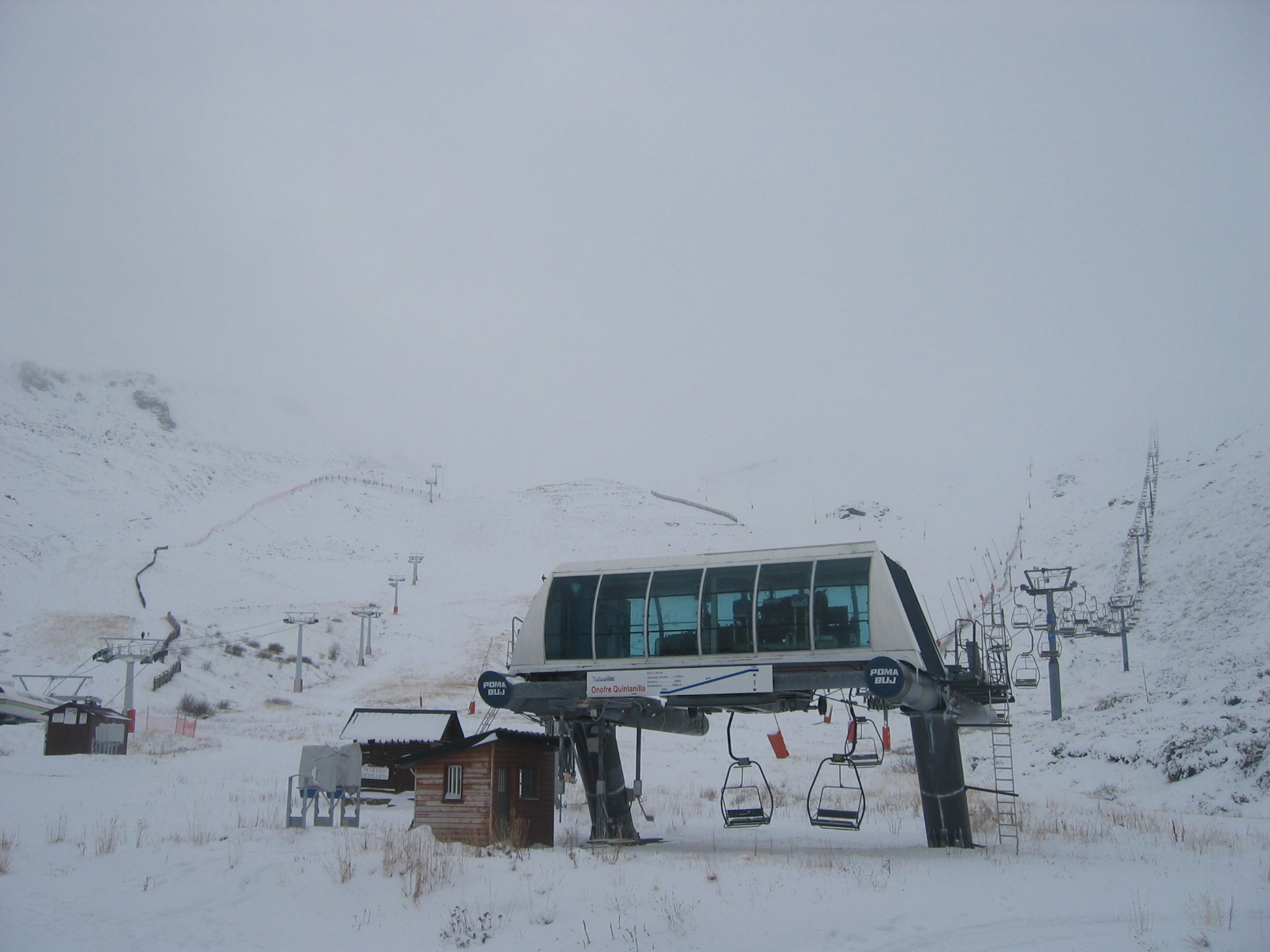
Vista invernal de uno de los telesillas de la estación de esquí de San Isidro.

En relación con otros deportes, la provincia cuenta con tres campos de golf (en San Miguel del Camino, Villanueva del Árbol y Congosto), un campo hípico en la capital y algunos de los embalses como el del Porma, donde se ubica la Escuela de Deportes Náuticos de Castilla y León, para la práctica de deportes náuticos. Para los deportes de invierno, León cuenta con tres estaciones, San Isidro, Leitariegos y El Morredero. Por último, en 2007 se presentó el proyecto para la construcción de un circuito de velocidad en La Bañeza que en 2010 está a la espera de su realización.

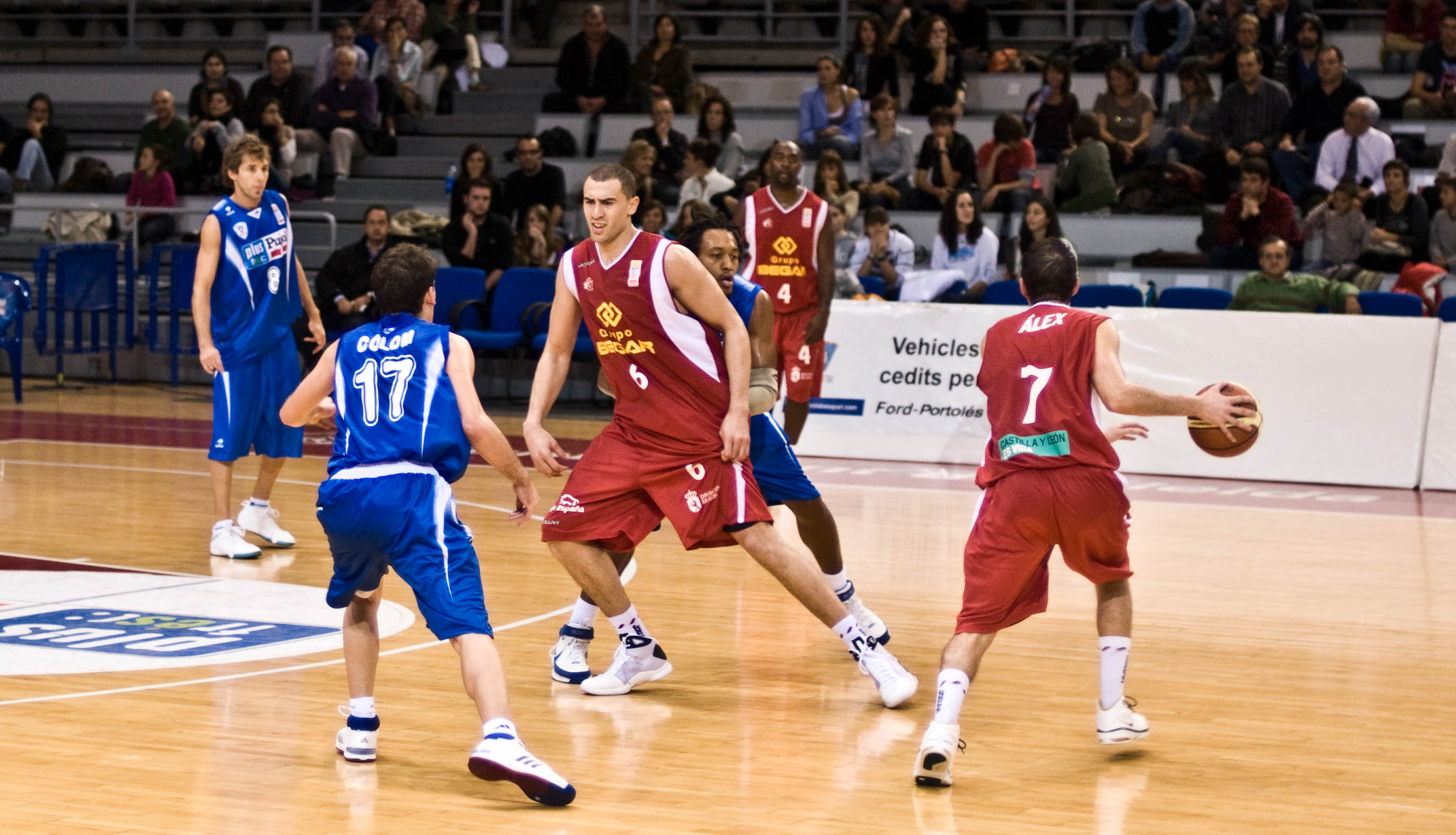
El Baloncesto León es el máximo representante de esta disciplina en la provincia.

## Entidades deportivas
El deporte en la provincia está representado por el conjunto de instituciones deportivas que compiten en diferentes disciplinas a nivel nacional, autonómico, provincial y local.
Así, en fútbol, destaca la Cultural y Deportiva Leonesa y la Sociedad Deportiva Ponferradina que juegan en Primera Federación. El Atlético Astorga, Atlético Bembibre, los cuales militan en el Grupo VIII de la Tercera Federación. De todos ellos, los más laureados son la Cultural, campeón de la Segunda División en la temporada 1954-55, y la Ponferradina, campeón de la Segunda División B en las temporadas 2004-05 y 2007-08. En el fútbol femenino destaca la Cultural y Deportiva Leonesa Femenina. Entre los equipos desaparecidos destacaban el Huracán Z y el Maestranza Aérea de León.
En baloncesto, entre los distintos clubes existentes, estuvo el Baloncesto León, que militó en la liga LEB y que llegó a cuartos de final de la Copa Korać en la temporada 1997-98. Actualmente destaca el Cultural y Deportiva Leonesa.
En fútbol sala está el Ruta Leonesa, militante de la División de Plata de la LNFS y, hasta su desaparición en 2001, el Astorga Fútbol Sala, que durante muchos años permaneció en la División de Honor.

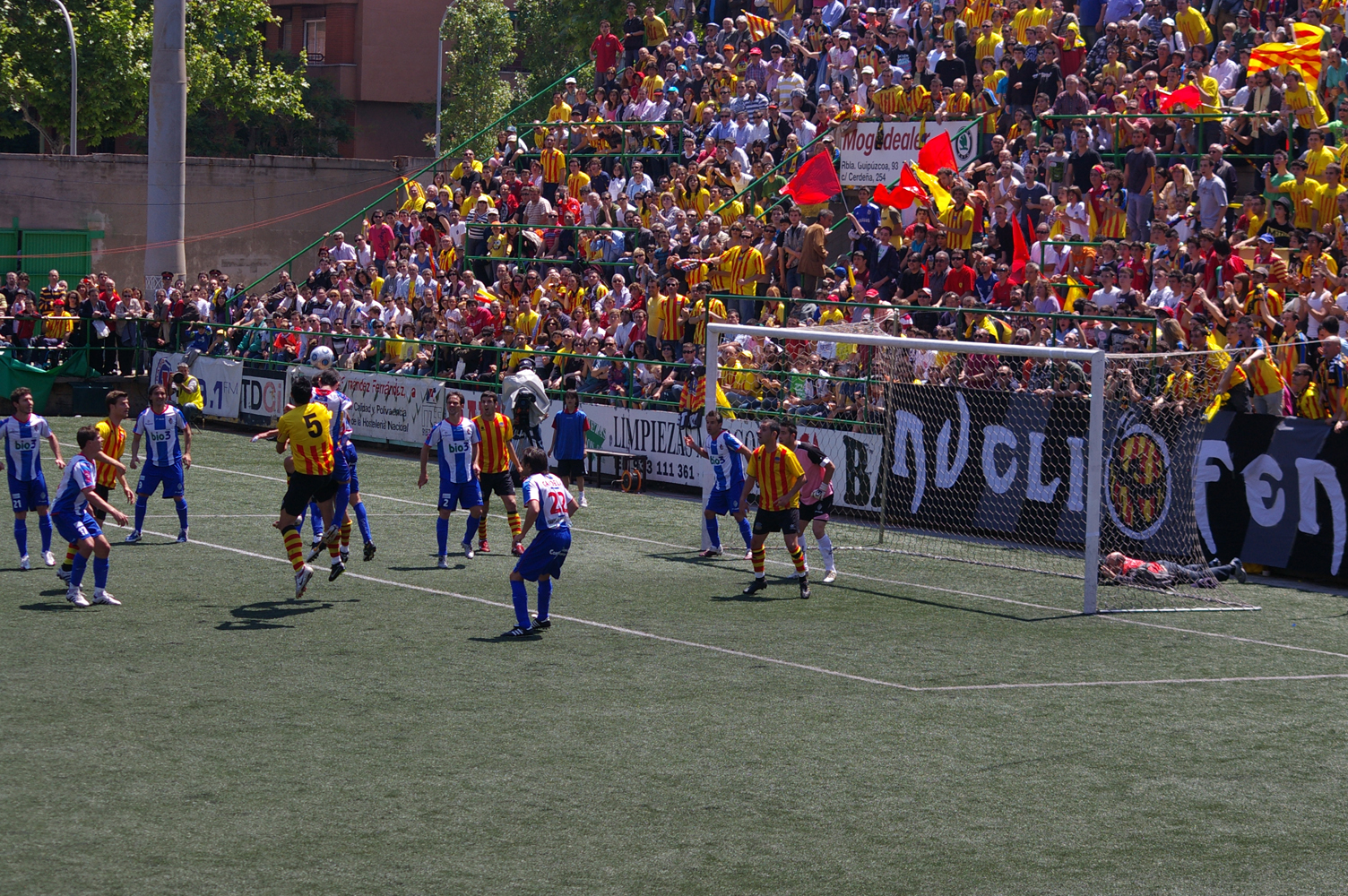
La Ponferradina jugando la promoción de ascenso a Segunda División en la temporada 2009-2010.

Sin embargo, el deporte más laureado de la provincia es el balonmano gracias al Club Balonmano Ademar León, ganador de una Liga ASOBAL, dos copas ASOBAL, una Copa del Rey y dos Recopas de Europa. Otro de los clubes es el Club León Balonmano (Cleba), militante de la Liga española de balonmano femenino.
En relación con los deportes de invierno, la provincia cuenta con varias entidades como el CD León Curling, en la disciplina del curling, y los clubes San Isidro Esquí Club, Paraven Esquí Club o MAF Esquí Club, entre otros, en la disciplina de esquí.

## Eventos deportivos
A lo largo del año tienen lugar en la provincia diversos acontecimientos deportivos. En la capital se celebra, desde 1988, el Magistral de Ajedrez Ciudad de León, en el cual participan algunos de los mejores jugadores del mundo de ajedrez. Cada año, y en 2010 se celebró su XXIª edición, tiene lugar la Vuelta Ciclista a León, organizada por la Diputación. En cuanto a deportes de motor, destacan el Rally del Bierzo, valedero para los campeonatos de Castilla y León y Madrid, y que en 2010 celebró su XVII edición, y el Gran Premio de Velocidad Ciudad de La Bañeza (organizado por el Motoclub Bañezano) que tiene lugar a mediados de agosto, y que en 2012 celebró su 53.ª edición. Se trata de uno de los pocos circuitos urbanos de motociclismo que existen en España, contando con carreras de motos clásicas (2 tiempos y 4 tiempos) y motos de 125cc. Asimismo, cada año tienen lugar distintas competiciones de lucha leonesa como la liga por equipos o el campeonato de verano, celebrándose los corros por distintas localidades de la provincia.

## Lucha leonesa

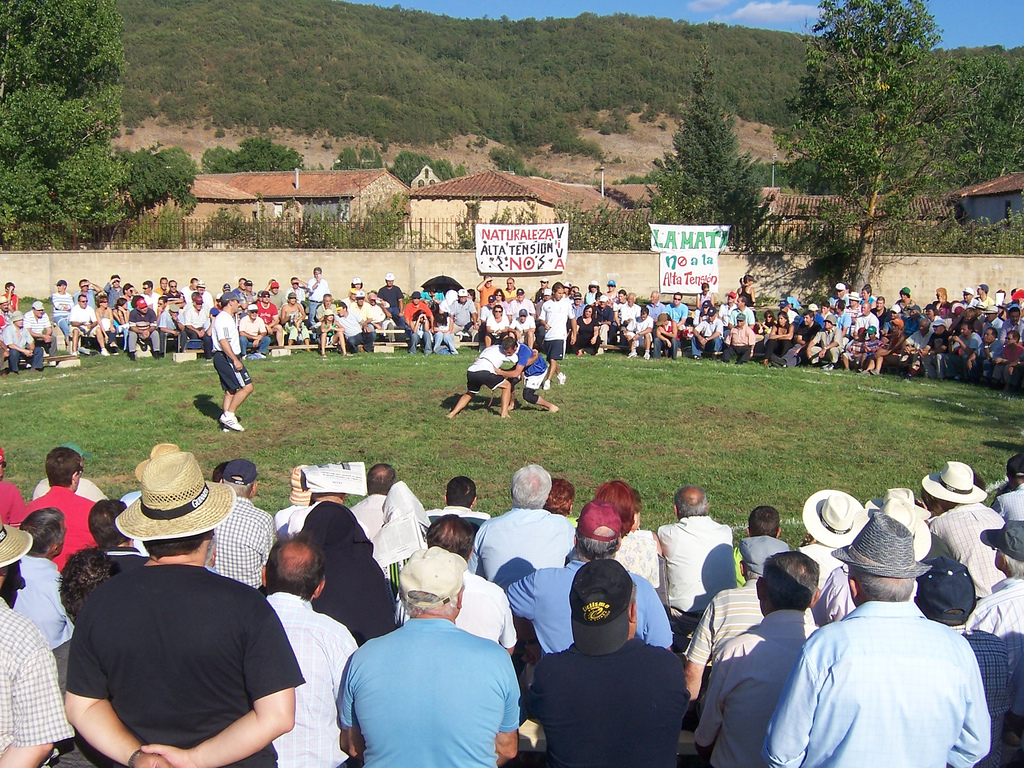
Corro de lucha leonesa en La Mata de Curueño.

La lucha leonesa o aluches, como es conocida popularmente, es un deporte de combate en el que dos contrincantes tratan de tirar al suelo a su oponente mediante una serie de técnicas. Entre los deportes autóctonos más antiguos de España, su origen se remonta al siglo XIV cuando la repoblación provocaba disputas entre ganaderos, pastores y labradores. En aquel momento, las cosechas no eran abundantes y corrían un alto riesgo de perderse, mientras que la ganadería era más rentable, pudiéndose llevar de un lugar a otro, por lo que las disputas por los pastos provocaban luchas. De ahí que se haya hablado de los pastores como practicantes y responsables de la práctica de los aluches.
Actualmente son tres zonas, Tierra de León, Montaña Oriental y Montaña Central (30% de la provincia), las que presentan una mayor pervivencia de los aluches, estando presentes los corros de lucha en multitud de romerías y festejos de los pueblos, siendo el evento deportivo que más gente congrega entre los meses de junio y septiembre.
Existen cuatro categorías de peso: ligeros con menos de 67 kg., medios de 67 kg. a 77 kg., semipesados de 77 kg. a 88 kg., y pesados de más de 88 kg. En la lucha, la mano izquierda va colocada a la mitad de la espalda del contrario, por debajo del brazo derecho de este, mientras que la mano derecha va por encima del brazo izquierdo del contrario, en la mitad lateral-delantera del costado izquierdo del contrario. Resulta vencedor el primero de los contrincantes que en un tiempo determinado tiene mayor puntuación o suma dos caídas, que pueden ser enteras o medias.

## Bolos leoneses

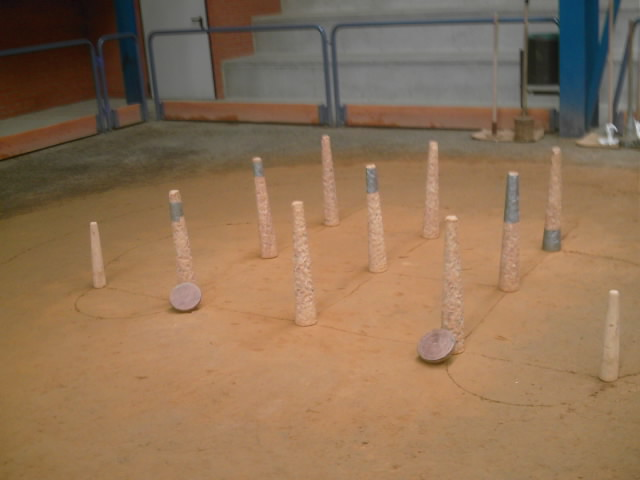
Colocación de los bolos al inicio de una partida.

Los bolos leoneses es un deporte tradicional originario de la provincia muy popular tanto como entretenimiento o como espectáculo. Existen varias modalidades como el juego individual, por parejas o por equipos, en los que se derriban los bolos, y el llamado "miche", en el que se valoran los recorridos de las bolas. A lo largo del año se organizan distintos campeonatos homologados así como una liga nacional.
Los nueve bolos, de madera y con la bola semiesférica o esférica, se colocan sobre la arena de la bolera, con la forma de un tablero de tres en raya. Además se coloca otro bolo más pequeño, llamado miche, unido por una línea a alguno de los bolos laterales de la primera o segunda fila, tanto a la derecha como a la izquierda, pudiéndose completar la línea hacia atrás hasta cerrarla con un bolo que quede en el mismo lateral. A esta línea se la denomina línea complementaria. El juego consiste en conseguir el mayor número de bolos o tantos, lanzando las bolas con la mano.